# Kistótfalu, Baranya
Kistótfalu este un sat în districtul Siklós, județul Baranya, Ungaria, având o populație de 311 locuitori (2011). 

## Demografie
Componența etnică a satului Kistótfalu
     Maghiari (96,33%)
     Germani (2,67%)
     Români (1%)
Componența confesională a satului Kistótfalu
     Romano-catolici (38,26%)
     Reformați (36,98%)
     Fără religie (9,65%)
     Luterani (3,22%)
     Necunoscută (11,9%)
Conform recensământului din 2011, satul Kistótfalu avea 311 locuitori. Din punct de vedere etnic, majoritatea locuitorilor (96,33%) erau maghiari, cu o minoritate de germani (2,67%). Nu există o religie majoritară, locuitorii fiind romano-catolici (38,26%), reformați (36,98%), persoane fără religie (9,65%) și luterani (3,22%). Pentru 11,9% din locuitori nu este cunoscută apartenența confesională.